# Niyoz Po‘latov
Niyoz Po‘latov –también escrito como Niyaz Pulatov– (21 de septiembre de 1998) es un deportista uzbeko que compite en taekwondo.
Ganó una medalla de plata en el Campeonato Mundial de Taekwondo de 2022 y dos medallas en el Campeonato Asiático de Taekwondo, oro en 2021 y bronce en 2018. Participó en los Juegos Asiáticos de 2018, obteniendo una medalla de plata en la categoría de –58 kg.

## Palmarés internacional
| Campeonato Mundial  | Campeonato Mundial           | Campeonato Mundial | Campeonato Mundial |
| Año                 | Lugar                        | Medalla            | Categoría          |
| ------------------- | ---------------------------- | ------------------ | ------------------ |
| 2022                | Guadalajara (México)         | Medalla de plata   | –63 kg             |
| Juegos Asiáticos    |                              |                    |                    |
| Año                 | Lugar                        | Medalla            | Categoría          |
| 2018                | Yakarta (Indonesia)          | Medalla de plata   | –58 kg             |
| Campeonato Asiático |                              |                    |                    |
| Año                 | Lugar                        | Medalla            | Categoría          |
| 2018                | Ciudad Ho Chi Minh (Vietnam) | Medalla de bronce  | –58 kg             |
| 2021                | Beirut (Líbano)              | Medalla de oro     | –63 kg             |